# Vijayabahu II
Vijaya Bahu II fou rei de Polonnaruwa (1186-1187), fill d'una germana de Parakramabahu el Gran, al que va succeir. Al pujar al tron va perdonar a molts presoners polítics i va buidar les presons dels país;a més els va restaurar les terres que el seu antecessor els havia confiscat. Fou un devot budista i un home de gran energia i força de caràcter. Va posar en vigència el codi legal de Manu. També fou un rei il·lustrar en afers literaris i un poeta d'importància. Fou molt estimat pels seus súbdits, però va morir al cap de mes o menys un any, assassinat per un amic seu que el va trair, un natiu del Regne de Kalinga anomenat Mahinda, que va usurpar la corona amb el nom de Mahinda VI.